# Ermita de la Mare de Déu de l'Avellà
L'Ermita de la Mare de Déu de l'Avellà de Catí, també coneguda com el Santuari de la Mare de Déu de la Font de l'Avellà, l'Ermitori de la Mare de Déu de la Misericòrdia de l'Avellà o simplement l'Ermita de l'Avellà, és una construcció religiosa a 5 quilòmetres de distància del municipi, en el llogaret de l'Avellà, a la muntanya homònima situada al centre de la part nord de la serra d'en Seller.

## Història
El 29 de març de 1544 el jurats de Catí contracten un mestre d'obres per construir al racó de l'Avellà una petita església i una casa adjunta, i finalitzen les obres el 1549. En 1560 ja es consideren reduïts els espais construïts i es decideix la seva ampliació, de la qual s'encarrega el mestre d'obres Joan Vinyes, francès, que treballa de 1561 fins a 1572, tant en l'església com en l'hostatgeria.
L'hostatgeria continuà millorant i ampliant-se. En 1589 es decideix la reforma de la primera planta, en 1662 s'edifica l'anomenada Cambra de les taques. En 1669 es construeix un menjador i la cuina. I entre 1720 i 1731 s'eleva la tercera planta, i queda l'espai distribuït amb quatre grans sales, quatre cuines i 36 habitacions, que ja en el segle xx foren reduïdes per aconseguir-ne més.

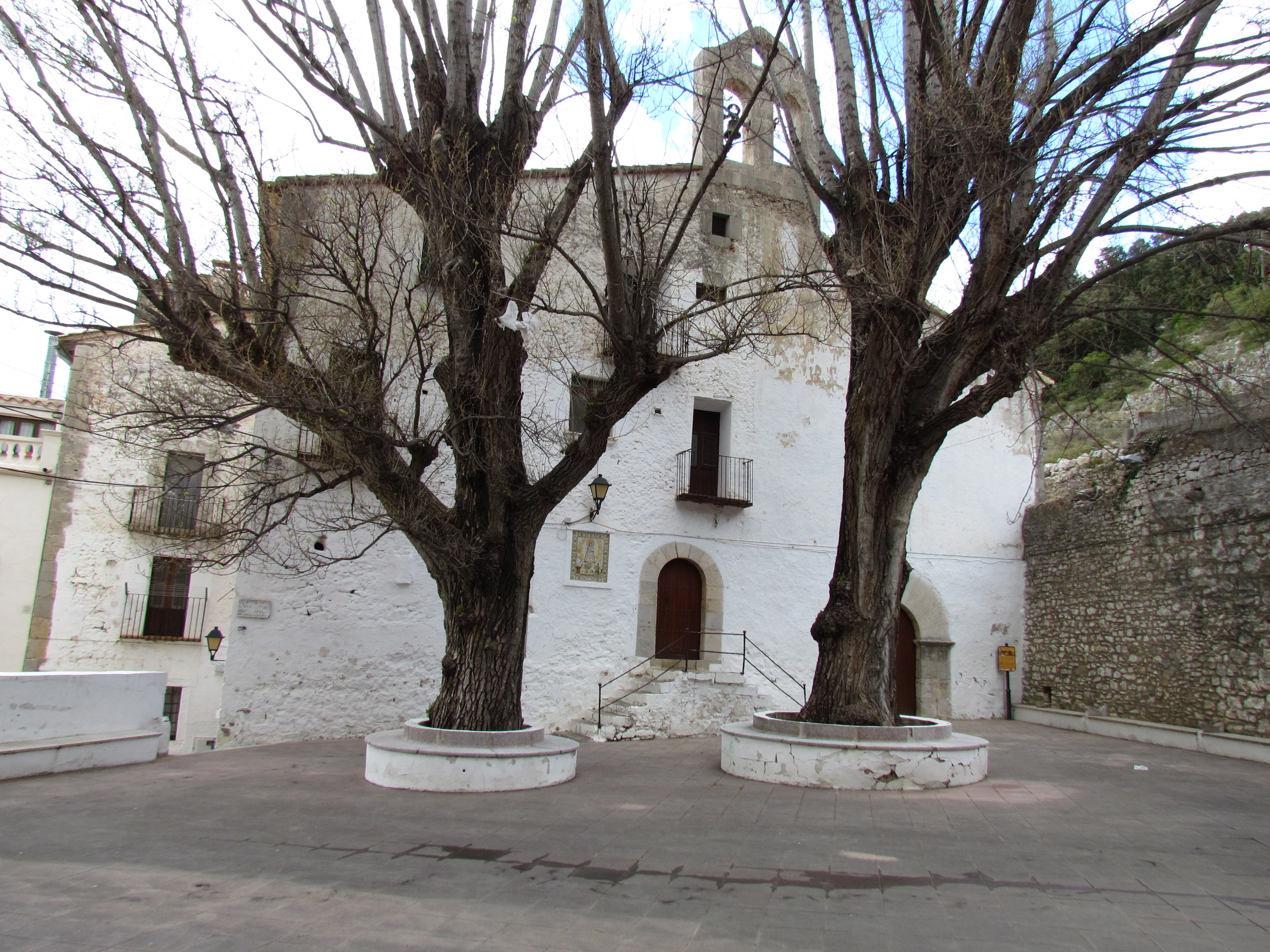

En 1698 es col·loca un nou retaule major, de l'escultor Víctor Monserrat.
A les darreries de 1703, sota la direcció de Pere Gómez, mestre d'obres de Morella, s'amplia el temple fent retrocedir la capçalera, obrint un arc d'accés i creant un espai cupulat, més estret, on se situa l'altar, i un petit trasaltar o transagrari. Aquest nou espai el conclou el també morellà Josep Palau, en 1706, i fou beneït el dia de la Immaculada, el 8 de desembre del mateix any.
En 1714 es col·loca un altre retaule major, i en 1728 l'escultor Lluís Ochando realitza el sagrari i un petit retaule al transagrari, els quals foren destruïts en la Guerra Civil.
En 1735 es va decidir elevar la volta del temple per poder-la decorar al fresc. Les obres comencen el 20 de març de 1737 i finalitzen al juliol del mateix any. Poc després, Francesc Celma, rector de la parròquia de Catí, dissenya el programa iconogràfic del temple i contracta la decoració amb Pasqual Mespletera, pintor de Sant Mateu, decoració que es va prolongar fins a 1750.
En 1743 es projecta l'espadanya,finalitzada l'any 1757. I en aquest darrer any se substitueix el petit trasagrari per un cambril, construït pels Blasco, mestres d'obres de Catí, el qual és decorat per Francesc Blasco, pintor de la vila, l'any 1760.
La popularitat de l'ermitori obligà el Consell de la vila a edificar la Fonda en 1786 i la Casa dels Banys en 1845.
Durant 2010 s'han restaurat els murs, la coberta, el paviment, els paraments verticals exteriors i el pas de drenatge del mur est, per a evitar les humitats existents que ja han deteriorat greument les pintures murals del costat de l'Epístola. Des de finals de 2012 estan restaurant-se les pintures murals de l'ermitori, començant pel tram més a prop de l'entrada, al costat de l'Epístola, i utilitzant la tècnica de l'strappo.

## Arquitectura
El conjunt de la Mare de Déu de l'Avellà està format per l'ermita, l'hostatgeria adjunta i la font de l'Avellà, d'excel·lents aigües sulfuroses. Al seu voltant ha sorgit tota una indústria del turisme i de l'aigua, amb una Fonda, el Balneari, apartaments turístics i una planta embotelladora.

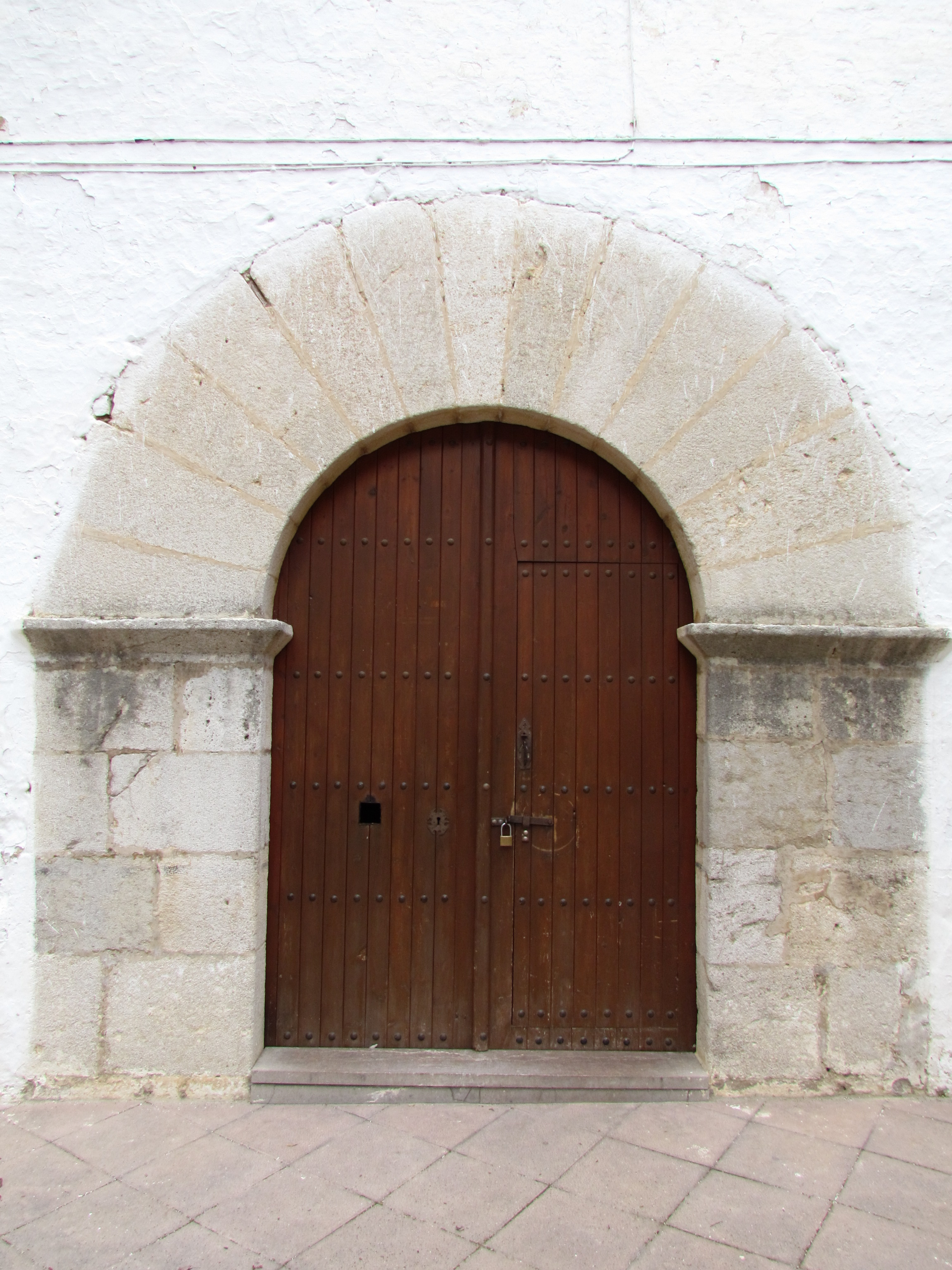

### Estructura
El temple està compost per una única nau amb quatre trams coberta amb volta de canó amb llunetes, sense capelles laterals i cor alt al peus; un creuer amb accés pels dos costats realitzat mitjançant un arc de mig punt, amb cúpula cega i sense llanternó, on se situa el presbiteri; i un cambril, tram recte amb volta de canó i capçalera plana.
La nau mesura 18,20 metres de llarg per 6,8 d'ample, el creuer té 5,20 per 6,8, i el cambril, 9,3 per 4,6.

### Façana
En la façana, comuna a l'església i a l'hostatgeria, destaca la portada per accedir al temple amb arc de mig punt, format amb carreus tant l'estrip com les dovelles, amb la imposta ressaltada; i l'espadanya, de tres finestres, dues inferiors, i una més menuda, superior, però sols conserva una campana.

### Interior
La nau està completament decorada amb pintures al fresc, obra de Pasqual Mespletera, destacant el frontis de l'arc d'entrada al creuer, on es troba representada la Coronació de la Mare de Déu, i la part inferior de cada tram, on simula retaules d'altars laterals amb els misteris del Nou Testament rodejats per figures d'apòstols i sants: dels peus al presbiteri, al costat de l'Evangeli, trobem L'Adoració dels Reis Màgics, L'Adoració dels pastors i L'Anunciació, mentre al costat de l'Epístola trobem La Resurrecció del Senyor, L'Ascensió del Senyor i La Vinguda de l'Espèrit Sant.
En el presbiteri o creuer, i en el cambril, la decoració és de menys qualitat, i les pintures són obra de Francesc Blasco. En el creuer estan representats els Set Dolors de la Mare de Déu; i en el cambril, destaca la Mare de Déu de la Cinta, patrona de Tortosa, i els fundadors de la Companyia de Jesús, Sant Ignasi de Loiola i Sant Francesc Xavier.

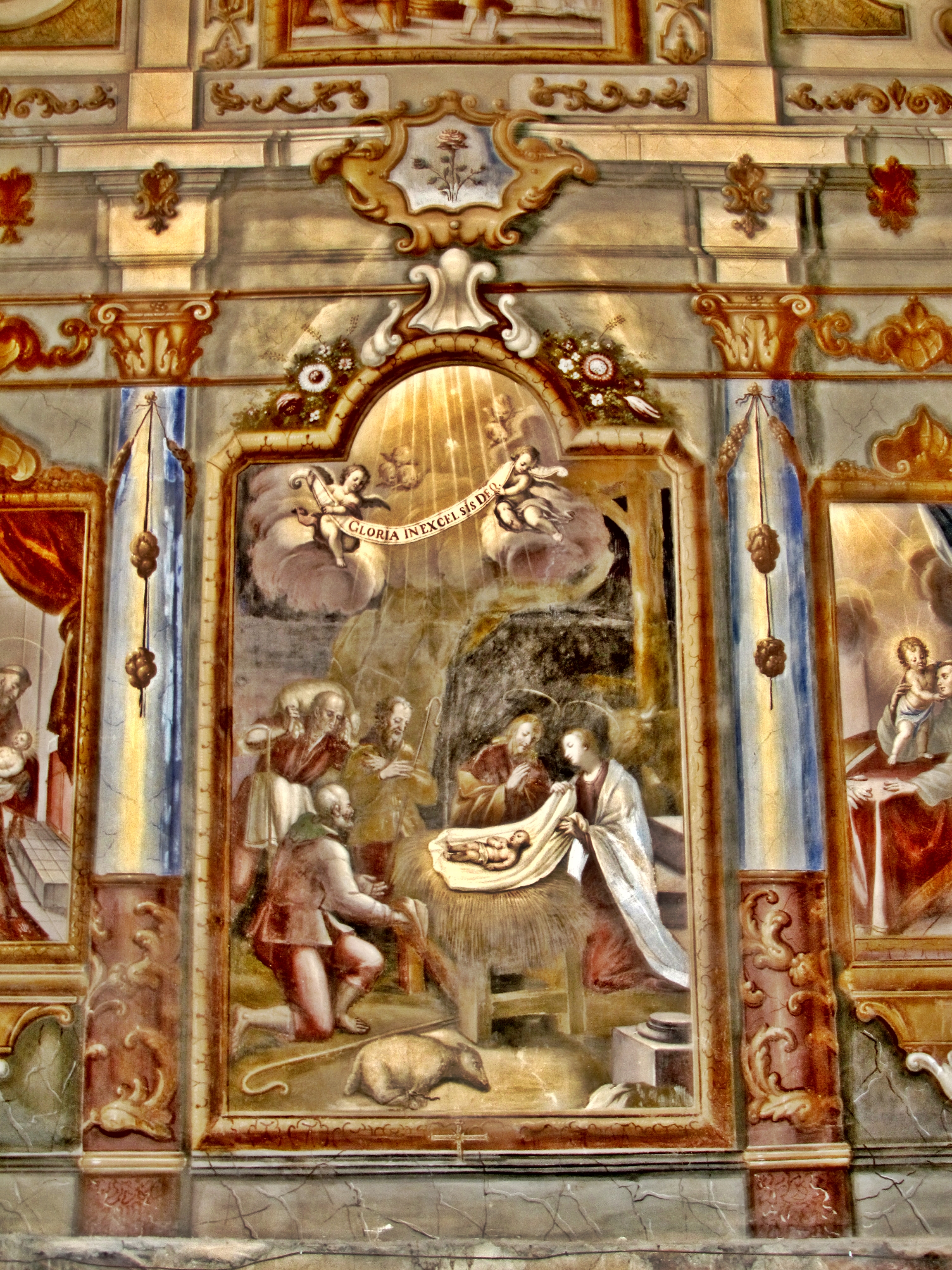
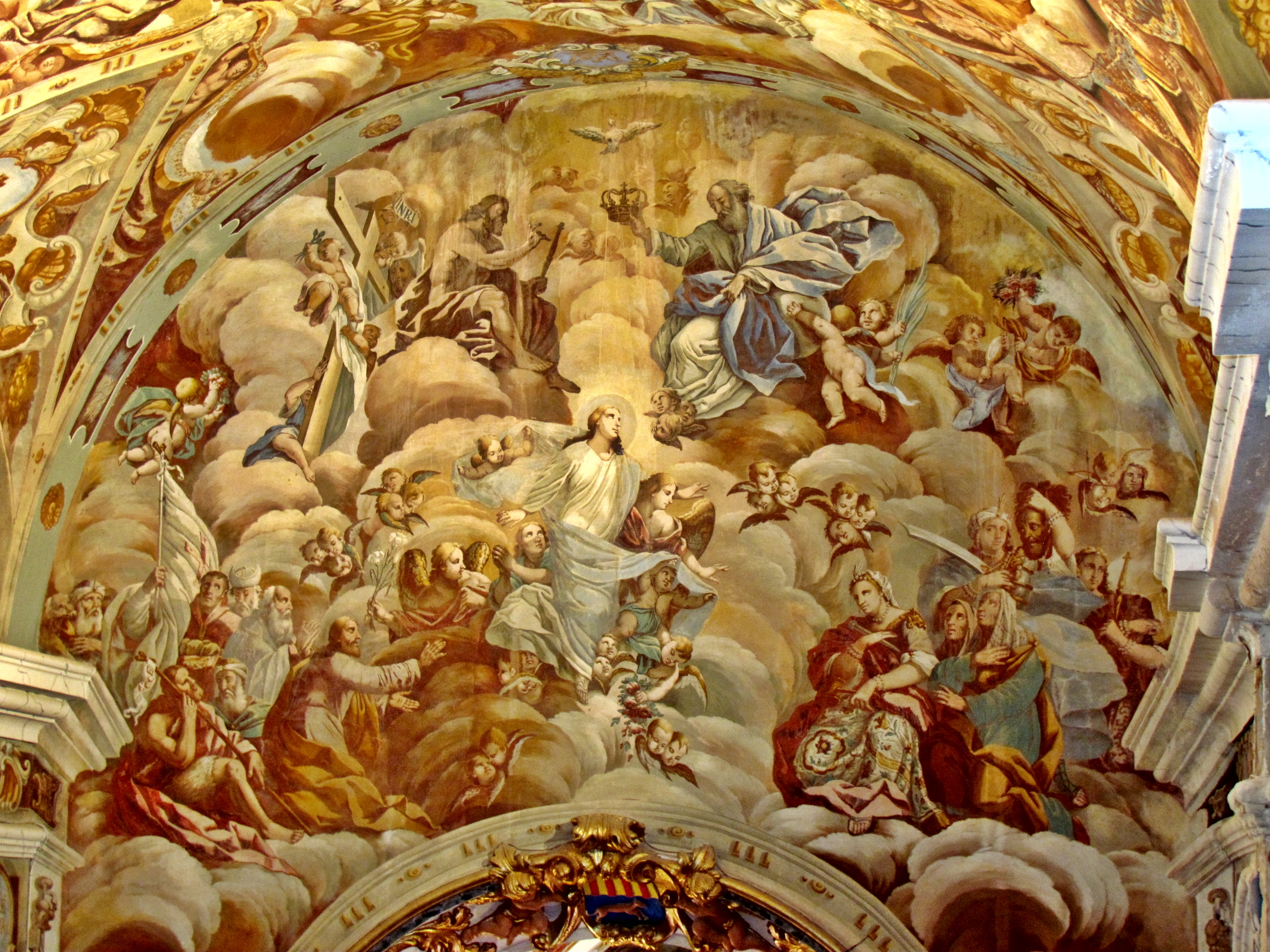
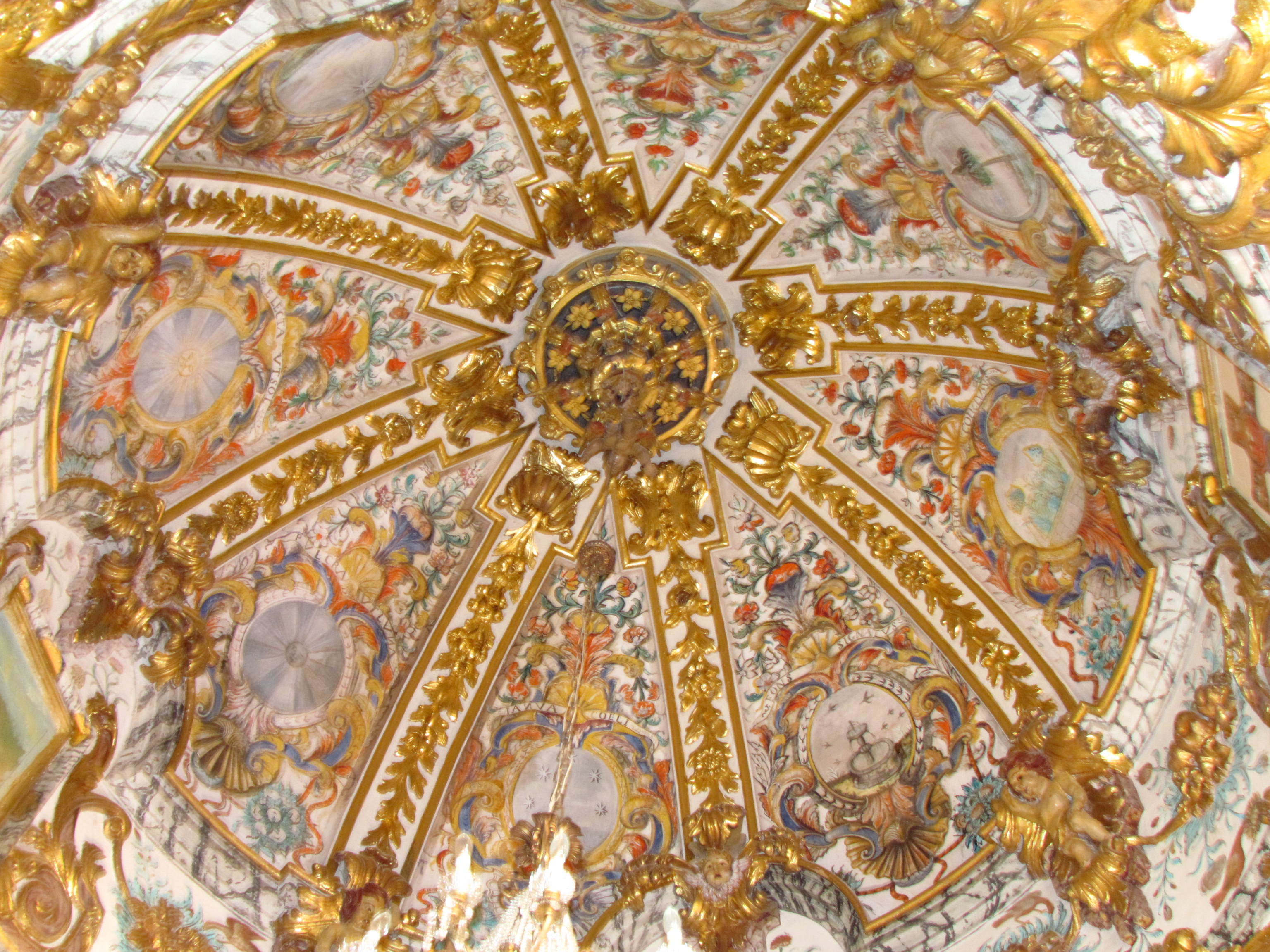
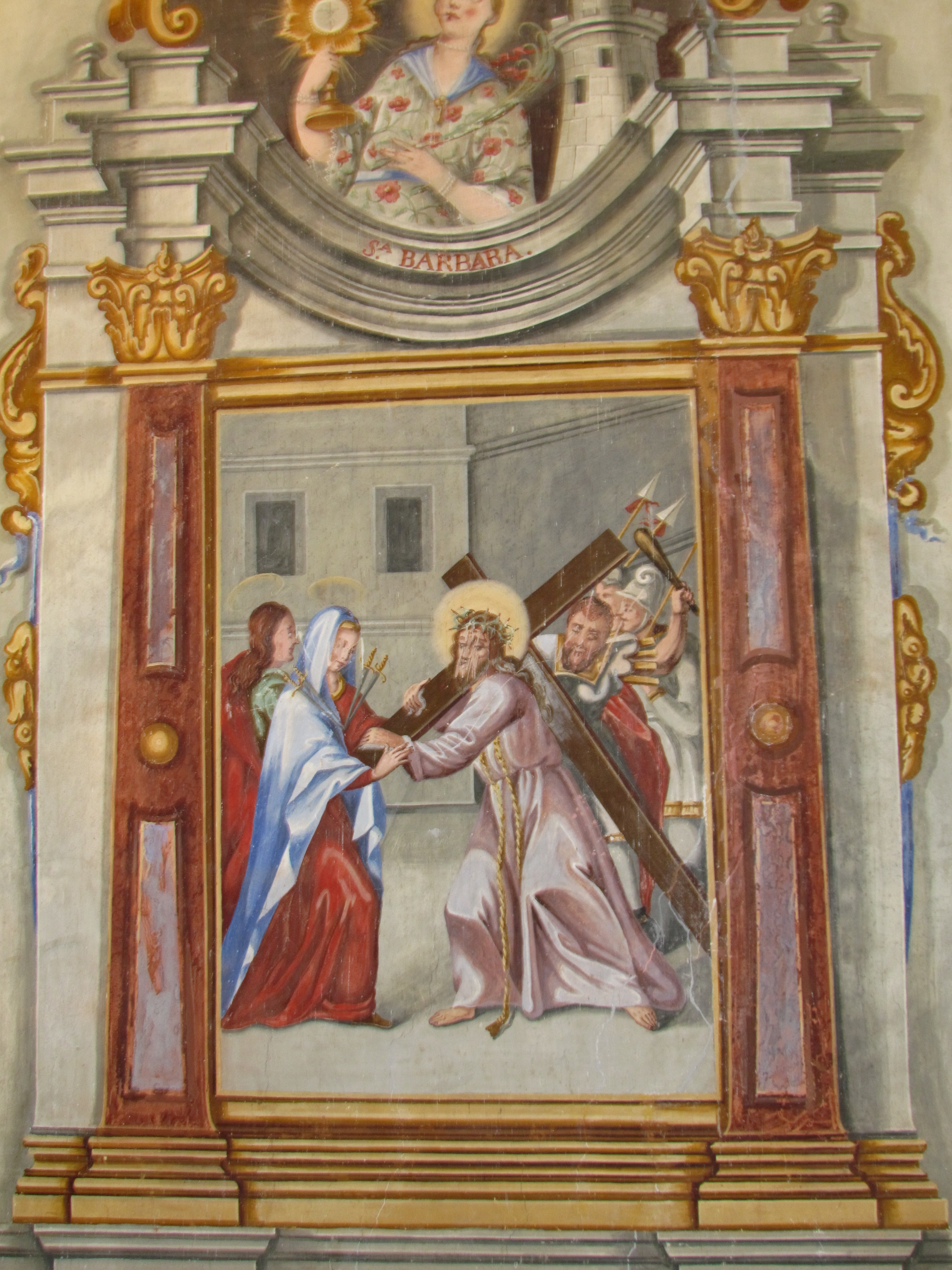

- Adoració dels pastors, de Pasqual Mespletera.
- Coronació de la Mare de Déu, de Pasqual Mespletera.
- Cúpula
- Jesús amb la creu troba la seva mare, de Francesc Blasco.

## Festivitat i tradicions
La festa principal en honor de la Mare de Déu de l'Avellà és el 8 de setembre, amb missa solemne i processó, però el dia de més assistència del poble a l'ermita és la romeria que se celebra el segon dia de Pasqua de Resurrecció, on les celebracions religioses s'entremesclen amb les lúdiques i festives.
Segons la tradició, recollida per Francesc Celma, la devoció a la Mare de Déu de la Font de l'Avellà comença quan a una dona major, cega i leprosa, acompanyada per un nen, de camí a l'ermita de Santa Llúcia de Salvassòria, se li apareix la Mare de Déu i li ordena que es rente en la font de l'Avellà, i surt de l'aigua curada de la ceguera i la lepra. I en tornar a Catí, i assabentats els veïns, aquests decideixen edificar un temple en record del miracle. En 1545, davant una forta sequera, el Consell de la vila de Catí decideix fer una processó, el darrer dia de Pasqua, a la Font de l'Avellà, i si el dia començà amb un cel clar, en tornar cap al poble, es va ennuvolar i poc després plogué, salvant la collita de la població, i en agraïment es va accelerar l'edificació de l'església.